# The Def Leppard E.P.
The Def Leppard E.P. – minialbum grupy Def Leppard wydany w 1979 roku.

## Lista utworów
1. Ride Into the Sun [2:44] Rick Savage / Joe Elliott
2. Getcha Rocks Off [3:28] Rick Savage / Joe Elliott / Steve Clark / Pete Willis
3. Overture [7:22] Rick Savage / Joe Elliott / Steve Clark / Pete Willis

## Wykonawcy
- Joe Elliott – wokal
- Pete Willis – gitara
- Steve Clark – gitara
- Rick Savage – bas
- Frank Noon – perkusja